# Amploud
«Amploud» es el quinto LP de la banda japonesa Dragon Ash, perteneciente al álbum lanzado en el 2000; Lily of Da Valley. La canción Amploud (Modern Beatnik Mix) fue remixado con la ayuda de Koji Kurumatani.

## Lista de canciones

### Lado A
1. «Amploud» – 4:20
2. «Amploud» (Instrumental) – 4:20
3. «Amploud» (A-capella) – 4:20

### Lado B
1. «Amploud» (Modern Beatnik Mix) – 3:34
2. «Amploud» (Modern Beatnik Mix Instrumental) – 3:34

- Datos: Q975017